# Plattdeutsche Gemeinden

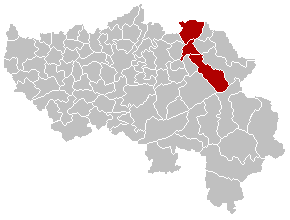
Lage der Plattdeutschen Gemeinden innerhalb der Provinz Lüttich

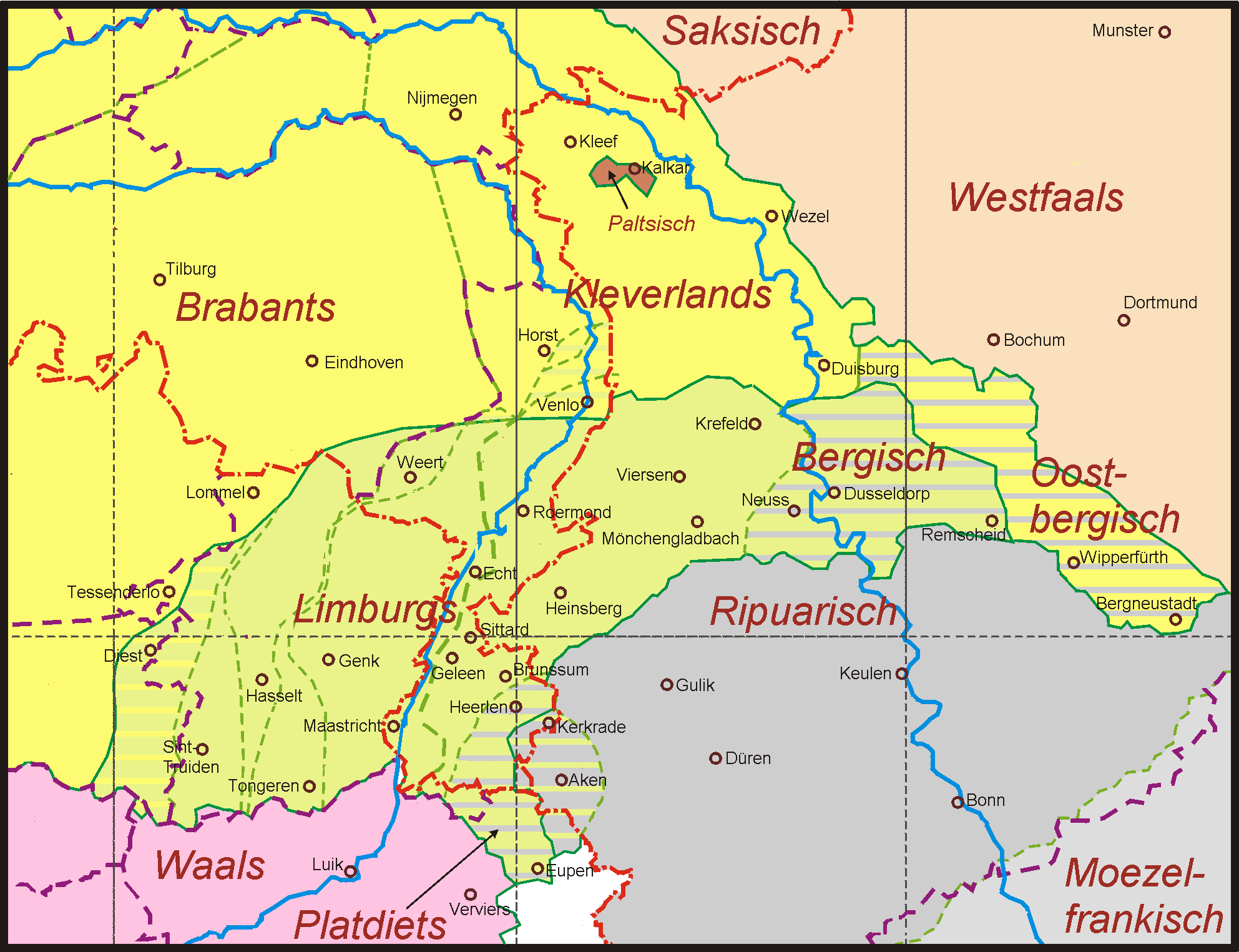
Das Plattdeutsche Sprachgebiet: „Platdiets“

Als Plattdeutsche Gemeinden, Altbelgien-Nord, Montzener Land oder Platdietse Streek wird eine Region im Nordosten Belgiens bezeichnet, die offiziell zum französischen Sprachgebiet gehört, in der von Alters her aber auch deutsche Dialekte gesprochen werden. Das Gebiet liegt rund 5 bis 20 Kilometer südwestlich von Aachen zwischen der flämischen Gemeinde Voeren und dem Norden der Deutschsprachigen Gemeinschaft.

## Abgrenzung
Im engeren Sinne besteht Altbelgien-Nord seit der belgischen Gebietsreform 1977 aus drei Gemeinden:
- Baelen einschließlich des Dorfes Membach
- Plombières (Bleyberg) einschließlich der Dörfer Gemmenich, Homburg, Montzen, Moresnet, Moresnet-Chapelle (Eikschen) und Sippenaeken
- Welkenraedt einschließlich des Dorfes Henri-Chapelle (Heinrichskapelle)

Insgesamt haben diese drei Gemeinden rund 24.000 Einwohner. Teilweise wurde auch die Gemeinde Aubel zu den plattdeutschen Gemeinden gezählt, obgleich sie schon seit vielen Jahrzehnten fast vollständig französisiert ist.

## Bevölkerung und Sprache

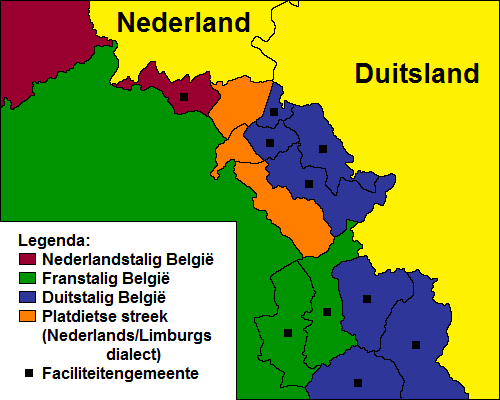
Platdietse streek (orange), Gemeinden von Nord nach Süd: Plombières/Bleyberg/Blieberg, Welkenraedt/Welkenrath/Welkenraat, Baelen/Balen. Westlich angrenzend Voeren/Fourons, östlich benachbart La Calamine/Kelmis, Lontzen, Eupen – ebenfalls Platdiets sprechend – und noch weiter östlich Raeren/Raren

Die traditionelle Mundart der autochthonen Bevölkerung zählt zu den ostlimburgisch-ripuarischen Übergangsdialekten. Die Bewohner bezeichnen ihren Dialekt als Plattdütsch. (Dies ist nicht zu verwechseln mit Plattdeutsch im Sinne von Niederdeutsch, sondern entspricht der auch im Köln-Aachener und Eifler Raum üblichen Bezeichnung der lokalen dialektal geprägten Volkssprache als Platt oder Plattdeutsch.) Der gleiche Dialekt wird auch in den unmittelbar östlich angrenzenden Gemeinden Lontzen, Eupen und Kelmis gesprochen, die im offiziellen deutschen Sprachgebiet Belgiens (Deutschsprachige Gemeinschaft) liegen.
Seit der Grenzöffnung aufgrund des Schengener Abkommens und der damit verbundenen Freizügigkeit für Staatsangehörige der Mitgliedstaaten der Europäischen Union sind viele deutsch- und niederländischsprachige Bürger in die plattdeutschen Gemeinden gezogen. Von den 9781 Einwohnern Plombières waren im Jahr 2008 über 23 Prozent Ausländer. Größte Gruppe waren die 1303 deutschen Staatsbürger, gefolgt von 720 Niederländern. Dies brachte im Sprachgebrauch eine Aufwertung des Hochdeutschen, aber in gewissem Umfang auch des einheimischen Dialekts mit sich. Ein großer Teil der Einwanderer stammt aus dem Aachener und Vaalser Raum, wo verwandte Dialekte gesprochen werden. Auch aus dem benachbarten  Eupener Land zugezogene Deutschsprachige haben zur Stabilisierung der autochthonen Mundart beigetragen.
Somit ist heute ein Teil der Bewohner der Region ausschließlich französischer Muttersprache, ein anderer Teil spricht Französisch als Sprache des öffentlichen Lebens und die dortige Mundart als Muttersprache. Ein Teil der Mundartsprecher beherrscht zusätzlich zur französischen Schul- und Verwaltungssprache das Hochdeutsche oder/und das Niederländische, die als Schulfach gelehrt werden und durch die Medien präsent sind. Die aus Deutschland oder der DG zugewanderte Wohnbevölkerung spricht neben der Muttersprache Deutsch meist auch das im öffentlichen Leben vorherrschende Französisch als Fremdsprache. Unter der frankophonen belgischen Bevölkerung sind zudem wallonische Mundarten präsent.
Das belgische Radioprogramm BRF2 sendet Beiträge in verschiedenen Mundarten der Plattdeutschen Gemeinden Ostbelgiens.

## Geschichte
Die plattdeutschen Gemeinden gehören bereits seit 1830 zu Belgien. Sie wurden daher – im Gegensatz zu dem Neubelgien genannten Gebiet der Deutschsprachigen Gemeinschaft um Eupen und Sankt Vith, das erst 1925 belgisches Staatsgebiet wurde – als Altbelgien-Nord bezeichnet. Die weiteren deutschsprachigen Gebiete Belgiens, Bocholz (Ortsteil der sonst französischsprachigen Gemeinde Gouvy) und das Areler Land (luxemburgischsprachig), wurden als Altbelgien-Mitte und Altbelgien-Süd bezeichnet.

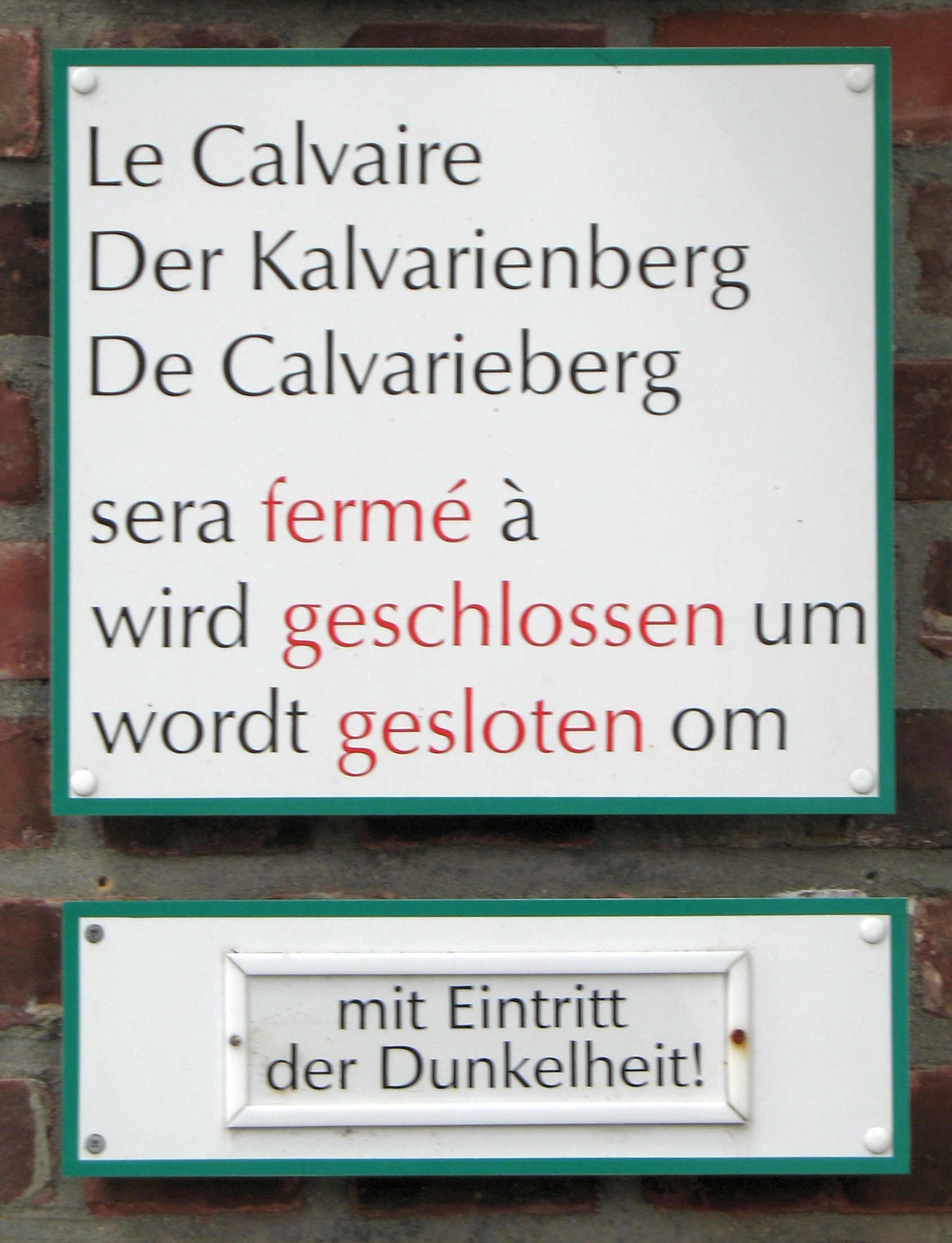
Mehrsprachiges Hinweisschild in Moresnet

Um 1910 sprach noch die große Mehrheit der alteingesessenen Bevölkerung Deutsch. Umgangssprache im privaten Bereich war Plattdeutsch, als Kirchen- und Kultursprache diente Hochdeutsch. Infolge des Einmarschs deutscher Truppen im Ersten Weltkrieg entstanden in den Gemeinden starke antideutsche Gefühle, und als Zeichen des belgischen Patriotismus wurde nach dem Krieg Deutsch im öffentlichen Bereich weitgehend durch Französisch ersetzt. Im privaten Bereich jedoch hielt sich die traditionelle Mundart. Im Zweiten Weltkrieg schloss das Großdeutsche Reich die plattdeutschen Gemeinden dem Deutschen Reich gewaltsam an. Nach dem Ende der Besatzung war eine noch stärkere Zurückdrängung des Deutschen die Folge. Viele Bürger des Gebietes wechselten auch im privaten Bereich zum Französischen.
Während in der städtisch geprägten Gemeinde Welkenraedt die Französisierung sehr viel stärker fortgeschritten ist, konnte sich das Platt in den kleineren Dörfern besser halten. Insbesondere in den unmittelbar an die Deutschsprachige Gemeinschaft, Deutschland und die Niederlande angrenzenden Orten Gemmenich, Moresnet, Membach und Sippenaeken hat sich das Platt bis in die Gegenwart hinein eine starke Stellung bewahrt. Im gesamten Gebiet gibt es zahlreiche deutsche Ortsnamen und Flurbezeichnungen (z. B. Brandweg, Bienenheide, Völkerich, Droegweide in Gemmenich oder Hockelbach, Auweg, Kinkenweg, Vogelsang in Welkenraedt).
Die plattdeutschen Gemeinden wurden 1963 durch die Festlegung der Sprachgrenzen dem frankophonen Sprachgebiet zugeteilt, dessen äußerste nordöstliche Ecke sie bilden. Für Baelen, Plombières und Welkenraedt wurde jedoch per Gesetz die Möglichkeit geschaffen, Fazilitäten in Verwaltungsangelegenheiten für Niederländisch- und/oder Deutschsprachige einzurichten (Ruhende Fazilitäten). Offiziell wurde in den Verwaltungen dieser Gemeinden kein Gebrauch von diesen Spracherleichterungen gemacht, doch wurde beschlossen, Fazilitäten auf freiwilliger Basis einzuführen. Auch im Bereich des Schulunterrichts gelten für nichtfrankophone Einwohner der Gemeinden Baelen, Plombières und Welkenraedt Spracherleichterungen. Hingegen zählt Aubel nicht zu den Gemeinden mit freiwilligen Fazilitäten.